# Magyarország felszabadításának napja

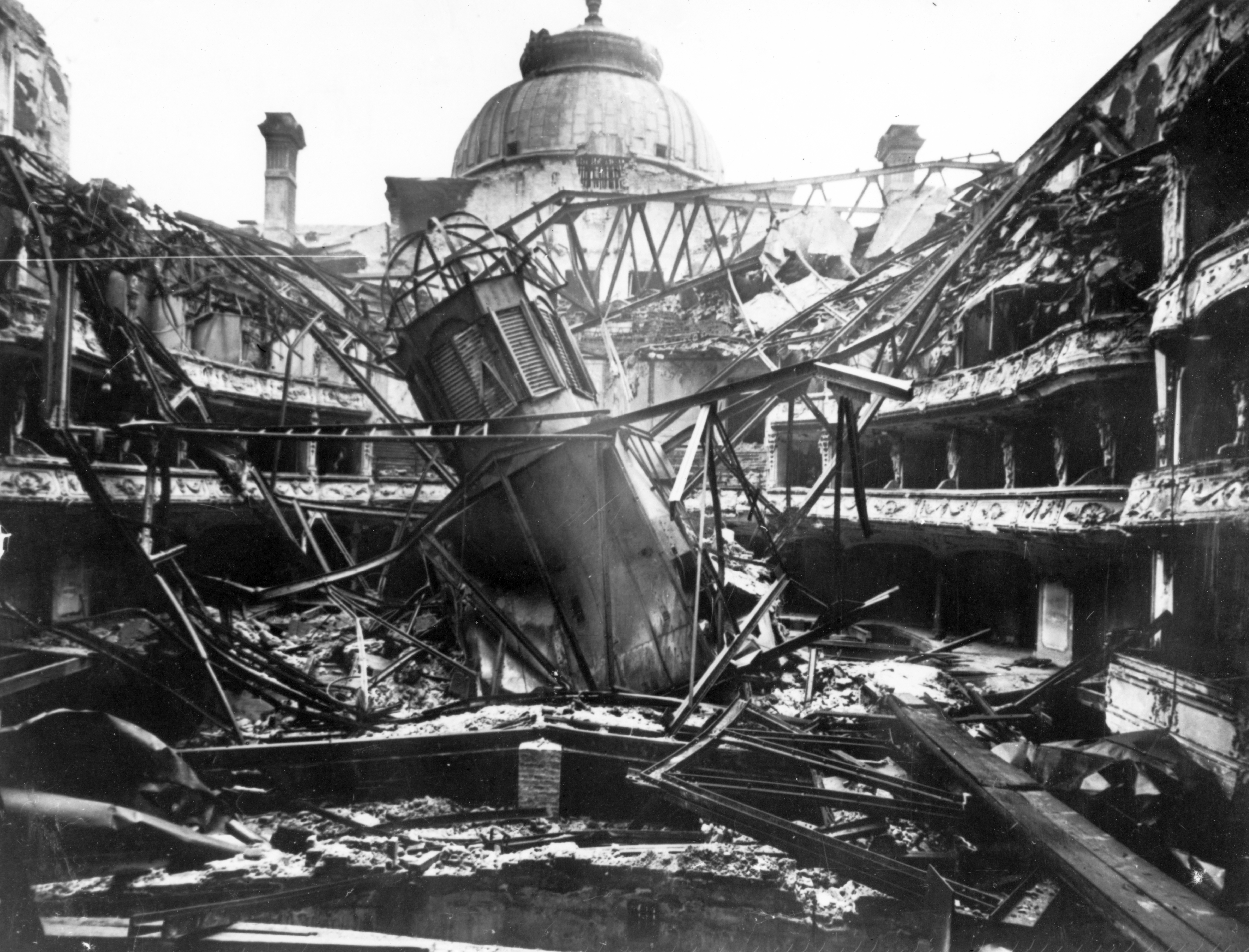
A Vígszínház romjai, 1945. január 6-án nyolc láncos bomba hullt a színház kupolájára

Magyarország felszabadításának napja vagy a felszabadulás ünnepe a Magyar Népköztársaság állami ünnepe volt 1950-1989 között. Az ünnepnap április 4-ére esett, mivel az akkori hivatalos álláspont szerint 1945-ben ezen a napon hagyta el Magyarország területét Nemesmedvesnél az utolsó német katona az előrenyomuló szovjet csapatok elől visszavonulva.
Április 4-én a szovjet 6. gárda-harckocsihadsereg, a 4., 9. gárdahadsereg és a 46. hadsereg megkezdte Bécs ostromát. Április 4. után, Nemesmedves szovjet elfoglalását követően a visszavonuló német-magyar alakulatok közigazgatásilag önálló magyar községet már nem tartottak, de magyar területeket még igen, a hadműveletek során április 11-én, még magyar területen a Pinkamindszent községhez tartozó Dénes- és Kapuy-majort a németek feladták és a 104. szovjet lövészhadtest 93. lövészhadosztályának egységei vették birtokukba. Ezzel a szovjet hadsereg számára lezárult Magyarország területének elfoglalása.
A háborúban győztes nyugati hatalmak és a Szovjetunió vezetői Ausztriánál húzták meg a választóvonalat Kelet és Nyugat között. A Szovjetunió és Magyarország közötti 1947-es békeszerződés kimondta, hogy a szovjet erők mindaddig az országban maradhatnak, amíg (!) Ausztriában is állomásoznak csapataik.
A Szovjetunió ilyen módon formált jogot arra, hogy Magyarországon fegyveres erőt tarthasson, ami az 1950-es évek elején négy hadosztálynyi haderő volt. A közlekedési utak biztosítását szolgáló két lövészhadosztály mellett egy-egy vadászrepülő- és vadászbombázó hadosztály állomásozott Magyarországon. A magyar hadsereg létszáma 1947. április 15-én mindössze 14 219 fő volt.
A Német Birodalom kapitulációját követően sem a Szövetséges Ellenőrző Bizottság, sem a politikai pártok nem kívántak magyar katonai jelenlétet Budapesten, illetve a magyar nagyvárosokban.
A nemzetiszocialista Németország megszálló katonáinak kiűzése és a nyilaskeresztes hatalom megdöntése egyben Magyarország szovjet megszállásának kezdete is volt, hiszen a hatalmas anyagi károk és emberveszteségek után az ország életét a szovjet megszállás megnehezítette és az ország lakosságának nagy része számára a háború borzalmait maga a szovjet hadsereg tevékenysége jelentette.
A 20. század végi rendszerváltástól kezdve politikai és történettudományi viták tárgya, hogy indokolt-e felszabadításról beszélni a Vörös Hadsereg magyarországi katonai tevékenységével kapcsolatban. A „felszabadít” (освободить) szót a háborúban győztes szovjetek Magyarország vonatkozásában nem alkalmazták.
A Rákosi- és a Kádár-korszak idején a felszabadulás ünnepe munkaszüneti nap volt.

## Április 4. mint ünnep

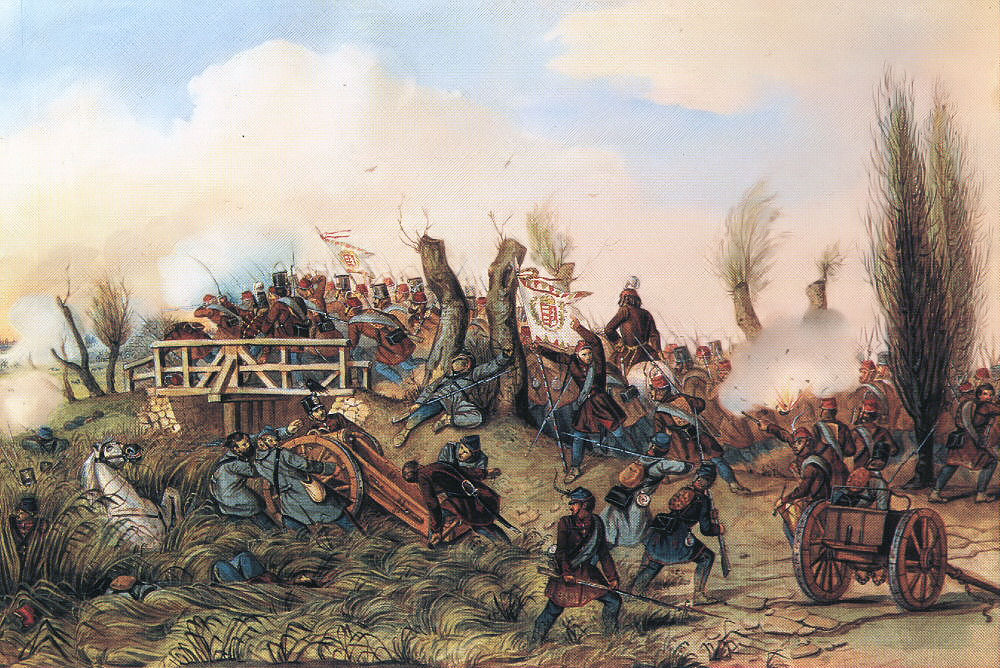
1849. április 4. a tápióbicskei győztes ütközet (Than Mór festménye)

Korábban arról emlékeztek meg e napon, hogy 1849-ben a tavaszi hadjárat során a tápióbicskei csatában Damjanich tábornok hadteste legyőzte Jellasics császári tábornagy csapatait. (Manapság ez felelevenedőben van.)
Április 4-ét 1950-ben a Magyar Népköztársaság Elnöki Tanácsa törvényerejű rendeletében nemzeti ünneppé nyilvánította. Minden évben ezen a napon emlékeztek meg a Magyarországon elesett szovjet katonákról is.
A felszabadulásról való megemlékezés ünnepi gyűlésekkel, az elesett katonák sírjának megkoszorúzásával és kezdetben évente, később minden ötödik évfordulón katonai díszszemlével zajlott. Az utolsó díszszemlére 1985. április 4-én került sor.
1945. április 4-én Csehszlovákiában ezen a napon hirdették meg a csehszlovákiai magyarságot kollektíve megbélyegző és állampolgárságától megfosztó „kassai kormányprogramot”.
A Magyar Népköztársaság Minisztertanácsa április 4-ét 1989-ben törölte Magyarország nemzeti ünnepei közül. Az 1991. évi VIII. törvény véglegesen törölte Magyarország felszabadulásának napját a Magyar Köztársaság állami ünnepei közül.

## Felszabadulás vagy megszállás?

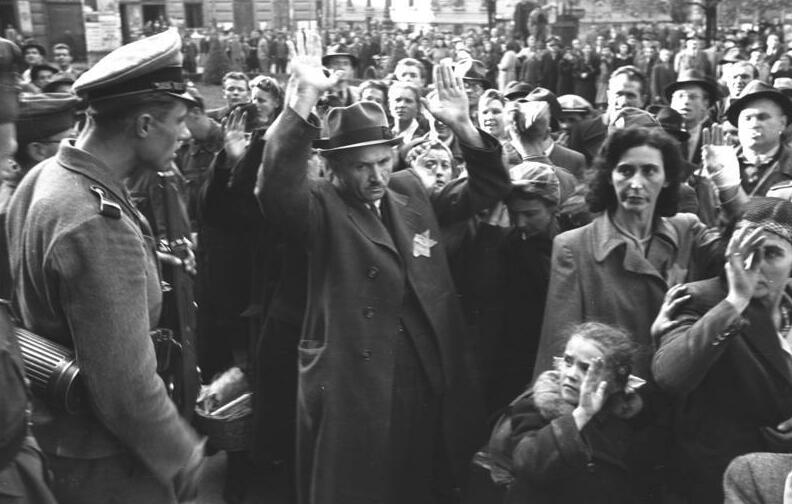
Budapesti zsidók letartóztatása 1944 októberében

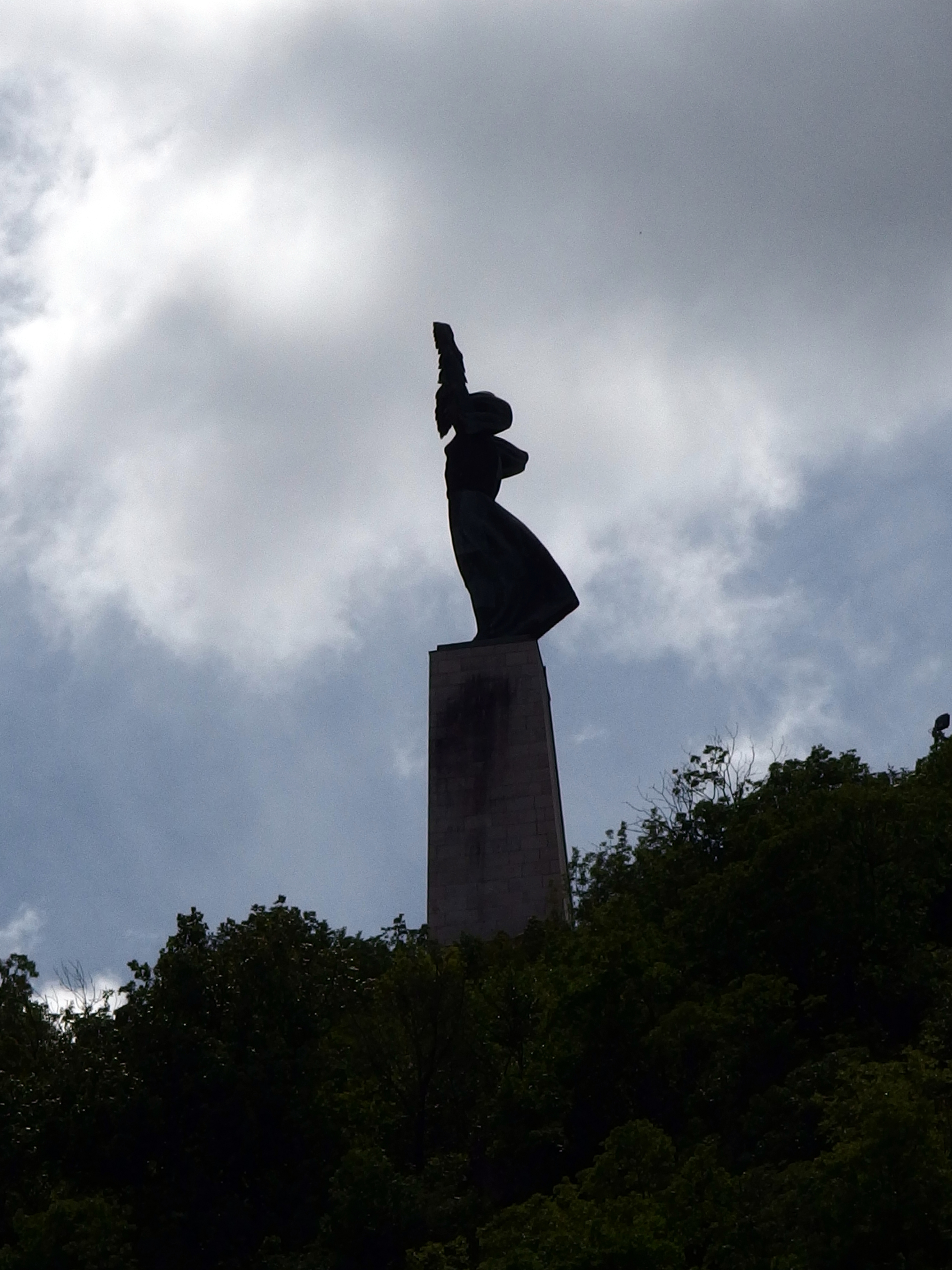
A Gellért-hegyi felszabadulási emlékmű

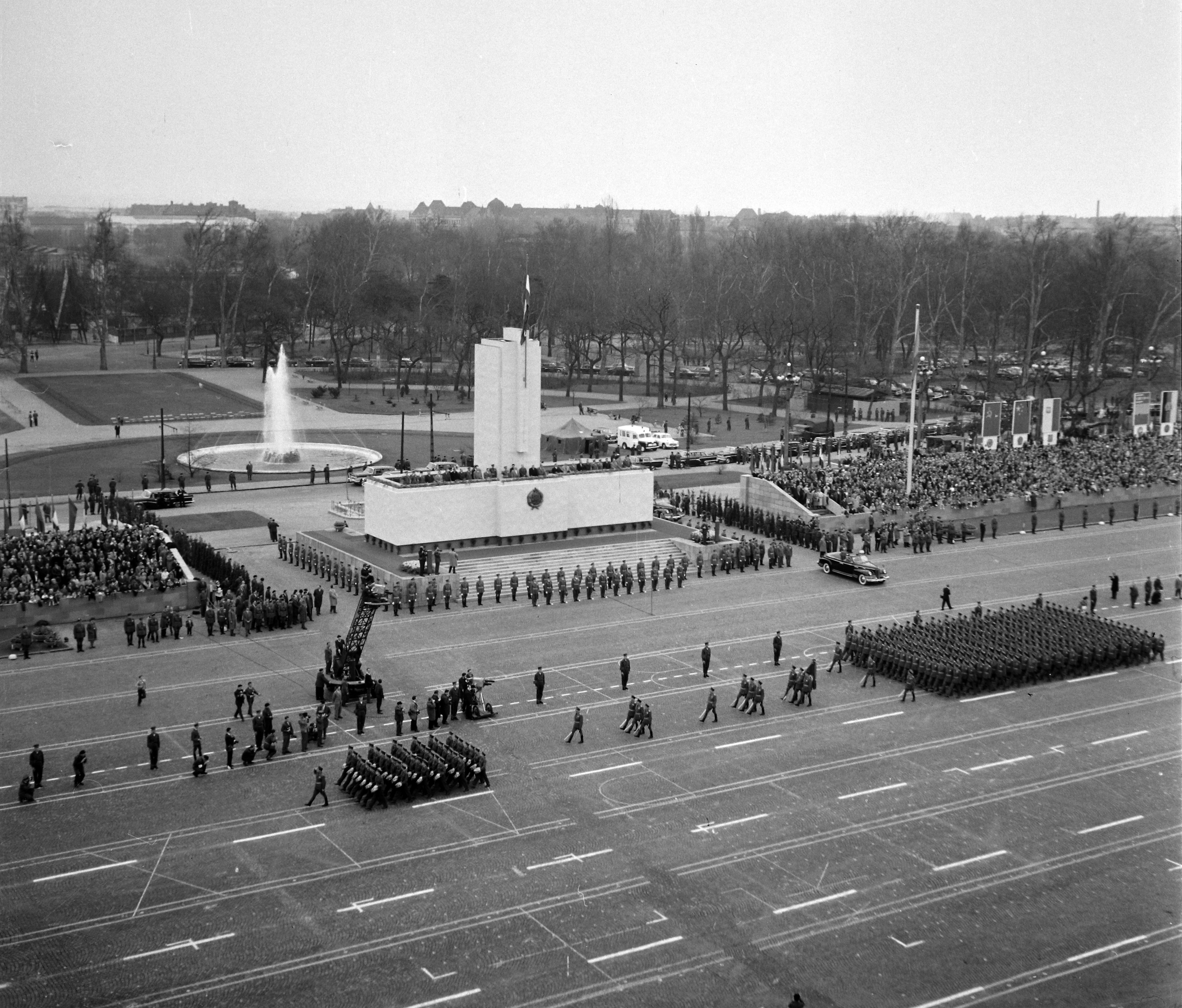
Katonai díszszemle a budapesti Felvonulási téren (ma Ötvenhatosok tere) 1964. április 4-én

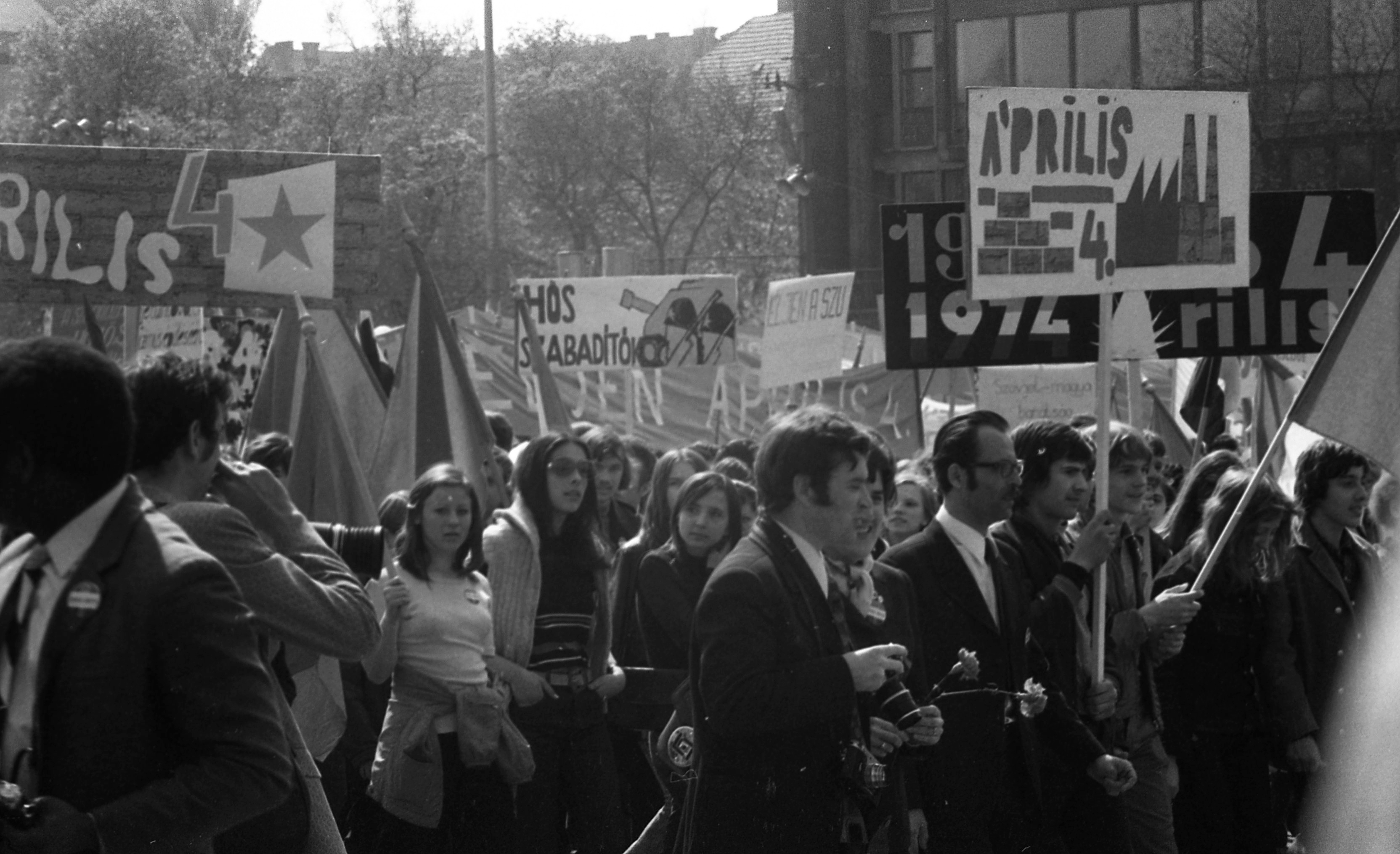
1974. április 4-i ünnepség Budapesten. A kivezényelt tömeg a „hős felszabadítókat” ünnepli

Sztálin a Szovjetunió marsallja 1944. november 6-án elmondott beszédében megfogalmazta, hogy Németország utolsó európai szövetségese Magyarország, habár Magyarország államfője és kormánya 1944. október 15-én fegyverszünetet kötött a Szovjetunióval.

„Az elmult esztendő azonban nemcsak a szövetséges hatalmak németellenes frontja megszilárdulásának, hanem e front kiszélesedésének esztendeje is volt. Nem tekinthető véletlennek az a tény, hogy Olaszország után Németország más szövetségeseit, Finnországot, Romániát és Bulgáriát is kiugrasztották a háborúból. Meg kell jegyezni, hogy ezek az államok nemcsak kiléptek a háborúból, hanem szakítottak is Németországgal, hadat üzentek Németországnak s ilyképpen csatlakoztak az Egyesült Nemzetek frontjához. Ez kétségtelenül azt jelenti, hogy az Egyesült Nemzetek frontja a hitleri Németország ellen kiszélesedett. Kétség sem fér hozzá, hogy Magyarország, Németország utolsó európai szövetségese, a közeljövőben szintén kidől a sorból. Ez a hitleri Németország teljes európai elszigeteltségét és bukásának elkerülhetetlenségét fogja jelenteni.
Ez év októberében kezdődött haderőink kilencedik csapása, Magyarország térségében, a Duna-Tisza között, azzal a céllal, hogy Magyarországot kiugrasszuk a háborúból és Németország ellen fordítsuk. Ennek a tetőfokát még el nem ért csapásnak eredményeképpen: a) haderőink közvetlen segítséget nyújtottak a velünk szövetséges Jugoszláviának a németek kiűzéséhez és Belgrád felszabadításához; b) haderőink számára lehetővé vált, hogy átlépjék a Kárpátok gerincét és segítőkezet nyújtsanak a velünk szövetséges Csehszlovák Köztársaságnak, amelynek egy része már felszabadult a német területrablók uralma alól.”

– Sztálin beszéde 1944. november 6-án (részlet)

Ungváry Krisztián történész szerint azzal a történelmi eseménysorozattal kapcsolatban – amikor 1945 tavaszán Magyarország területét az előrenyomuló szovjet csapatok elől menekülő utolsó német katona is elhagyta – olyan fogalmat kell találnia a magyar történetírásnak, amely egyszerre méltányos a nyilas és a szovjet atrocitásokat elszenvedő áldozatokkal szemben (a második világháborúban Magyarország 14,5 milliós lakosságának mintegy 6,49 százaléka, azaz körülbelül 830–950 ezer fő vesztette életét. Közülük 340-360 ezerre becsülhető az elesett katonák, 45 ezerre a polgári személyek, közel 410–460 ezerre pedig a zsidó áldozatok száma), mert szerinte zavarodottságot okoz az, hogy a második világháború történelmi feldolgozottságának jelenlegi szintjén „beszabadulásnak, elszabadulásnak, megszállásnak, megszabadulásnak vagy félszabadulásnak” is nevezhető az 1945. tavaszi eseménysorozat.
Ungváry Rudolf, a Történelmi Igazságtétel Bizottság egyik alapítója egy konkrét javaslatában lehetséges kompromisszumként a megszabadulás fogalmat jelölte meg elnevezésként az április 4-én történt eseményre vonatkoztatva. Romsics Ignác akadémikus az időszakkal kapcsolatban úgy gondolja, hogy az oroszok bejövetelének történelmi szituációját és következményét 1989-ig „felszabadulásként”, utána pedig inkább „megszállásként” jellemezték.
A Medián közvélemény-kutató egy 2005-ben készült felmérése szerint az összes megkérdezett egyharmada a felszabadulás kifejezést használja április 4-e kapcsán.
Az ország felszabadítása egy új államiság kiépítéséhez különféle megítélés alá esik – az 1990-es és 2000-es évek erősen megosztott hazai belpolitikai környezetében jelentősen átértékelődött – ami abból a három tagadhatatlan történelmi tényből ered, hogy
1. az ország különböző társadalmi csoportjai számára a német megszállók, illetve a magyar nyilas kormányzat elűzése élethelyzetükben más-más irányú és igen drasztikus változást hozott,
2. a lakosság jelentős részének borzalmakkal járó német megszállást kétségkívül szovjet megszállás váltotta fel, annak minden rövidtávú rettenetével és hosszabb távú következményével együtt,
3. Magyarország a világháborús vereség nyomán elveszítette az 1938 és 1941 között visszaszerzett, jelentős részben magyar lakosságú területeit.

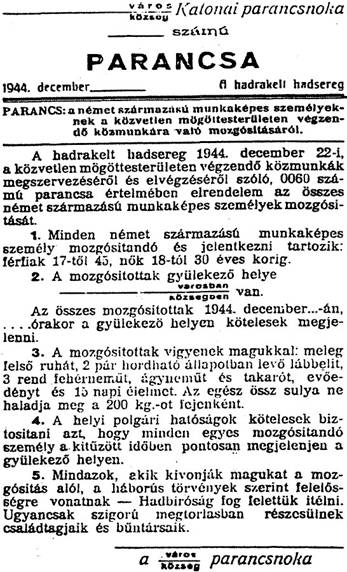
A szovjet Vörös Hadsereg 0060. számú parancsát kihirdető falragasz

Illésfalvi Péter történész szerint „A korszakkal foglalkozó történettudósok zöme számára nem vitás, hogy a szovjetek 1944–1945-ben megszállták Magyarországot, még akkor is, ha ezzel véget ért a közvetlen háborús szenvedések időszaka, s a politikai meggyőződésük és/vagy származásuk miatt bármilyen módon hátrányt szenvedett honfitársaink fel is lélegezhettek”, így aztán vannak, akik kibékíthetetlennek tartják a „felszabadulás” és a „megszállás” nézete közti ellentmondást, ez azonban csak abban az esetben van így, ha az egyik, illetve a másik nézet vallói az ellenoldal számára – tehát a magyar nemzet számára globálisan – kötelezőnek gondolják saját álláspontjukat. E mindkét oldalon létező és visszatérő kölcsönös vádaskodásokat gerjesztő kizárólagossági igényt a belpolitikai szembenállás táplálja.
Ugyanakkor az 1945-ös szovjet felszabadulás sokak életét megmentette és a folyamatos halálveszélyhez képest jobbá tette, miközben másokét elvette, életveszélyessé tette – e két egyidejű történés közt nem feszül valós ellentmondás. Sőt rengeteg példa bizonyítja, hogy a két halmaz át is fedte egymást, jelezve, hogy Magyarország az egyik diktatúra szorításából a másikéba csúszott át. A két diktatúra által szenvedéssel és hátrányokkal sújtott tömegek, illetve leszármazottaik közt elvben nem szükséges, hogy létezzen feszültség szimbolikus történelmi dátumok körül – ha mégis van ilyen, azt az érdekkülönbségek vélt vagy valós fennmaradásának érzete, illetve ennek bel- és külpolitikai lecsapódása tartja fenn.

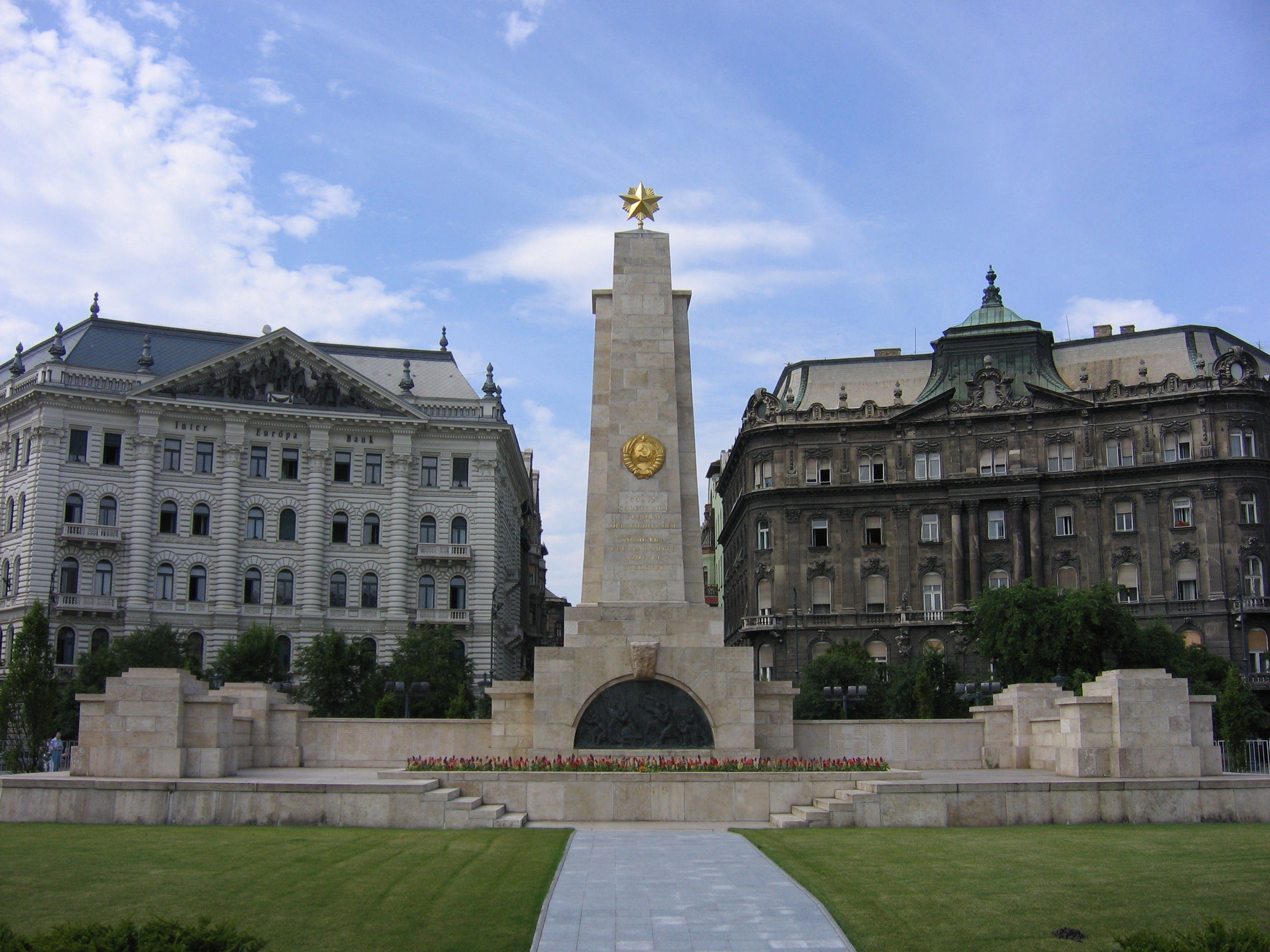
Szovjet hősi emlékmű Budapesten

A felszabadulás fogalma a mai napig heves vita tárgyát képezi. Egyénileg sokak számára valóban felszabadulást jelentettek az 1945-ös események, mivel megmenekültek a holokauszt veszélyétől, és az ország számára ezzel véget ért a háború. Konkrétan egyik érv sem teljesen helytálló: A tényekhez tartozik, hogy a német koncentrációs táborokból frissen visszatért számos magyar zsidó túlélő, egyenesen a szovjet munkatáborokba került, a szovjet politikai és hadvezetés szándéka szerint ugyanakkor a háború sem ért volna véget Magyarország számára, mivel az országot nyolc, a németek ellen küzdő hadosztály felállítására kívánták kötelezni (igaz, végül egy sem állt fel a háború vége előtt).
Az ország lakosságának nagy része számára ugyanakkor maga a szovjet hadsereg dúlása jelentette a háború borzalmait, és nehéz megmagyarázni valakinek, miért jelképez felszabadulást egy olyan nap, amely a maga vagy családja, barátai számára személyes tragédiát jelentett.
A határon túli magyarság, amelynek jelentős része az 1938 és 1941 között végrehajtott határrendezések során visszakerült Magyarországhoz, a világháborús vereség nyomán újra idegen uralom alá került, annak minden következményével. Ugyanakkor a határrendezésben érintett területeken élő zsidóság a határrevíziók révén a Magyarországon akkor már érvényben lévő zsidótörvények hatálya alá került, aminek nyomán jogfosztottá, anyagi egzisztenciájában veszélyeztetetté vált, szakmai előmenetele, tanulási lehetőségei beszűkültek, és ahogy a magyarországi zsidóüldözés egyre inkább elmélyült, fizikai létében is fenyegetetté vált. Ezeknek az embereknek a szemszögéből a magyar uralom és az azt felváltó szovjet katonai közigazgatás előnyei és hátrányai valószínűleg más megítélés alá estek.
A magyar közbeszédben már 1945-től a felszabadulás megnevezés vált általánossá minden, a Horthy-rendszerrel szemben új politikai berendezkedést célzó körben, tehát nem kizárólag a szovjeteket kiszolgáló kommunisták szóhasználatában. Ezzel ellentétben a szovjet álláspont kezdetben ellenséges ország legyőzésének tekintette az eseményeket, így a Vörös Hadsereg több mint 350 ezer katonája kapta meg a Budapest bevételéért, illetve a Fasiszta Magyarország legyőzéséért elnevezésű háborús kitüntetést. A hadsereg saját belső dokumentumaiban sem alkalmazta a felszabadítás szót – szemben például Lengyelországgal vagy Csehszlovákiával –, hanem az elfoglalás, birtokbavétel szavakat használták.
Mivel a német és magyar vezetés elhatározta, hogy Budapestet minden áron meg kell védeni, a szovjet csapatok több százezres ostromgyűrűbe zárták a fővárost, amit az ott lévő közel 33 000 német és 37 000 magyar katonának kellett volna megvédenie a bentrekedt több mint 800 000 civillel, köztük a nyilasok által a budapesti gettóba kényszerített zsidókkal együtt, akik számára a szovjet hadsereg elvileg a felszabadítót jelentette.
De a szovjet diplomácia sem tekintett így az országért zajló küzdelemre. Amikor Károlyi Mihály, a volt miniszterelnök emigrációja idején egy szovjeteket támogató magyar fegyveres erő felállításával kereste meg a londoni szovjet katonai attasét, az azt válaszolta: „úgy látszik, nem akarják tudomásul venni, hogy Magyarország fasiszta ország, amelyet meg kell büntetni. A diadalmas szovjet hadseregnek nincs szüksége segítségre, egyedül is el tudja érni a célját. Le fogja verni az ellenséget.” Ez a terminológia azonban a lakosság Szovjetunióval kapcsolatos érzelmeinek pozitív befolyásolása céljából a hivatalos kiadványokban teljesen más volt.

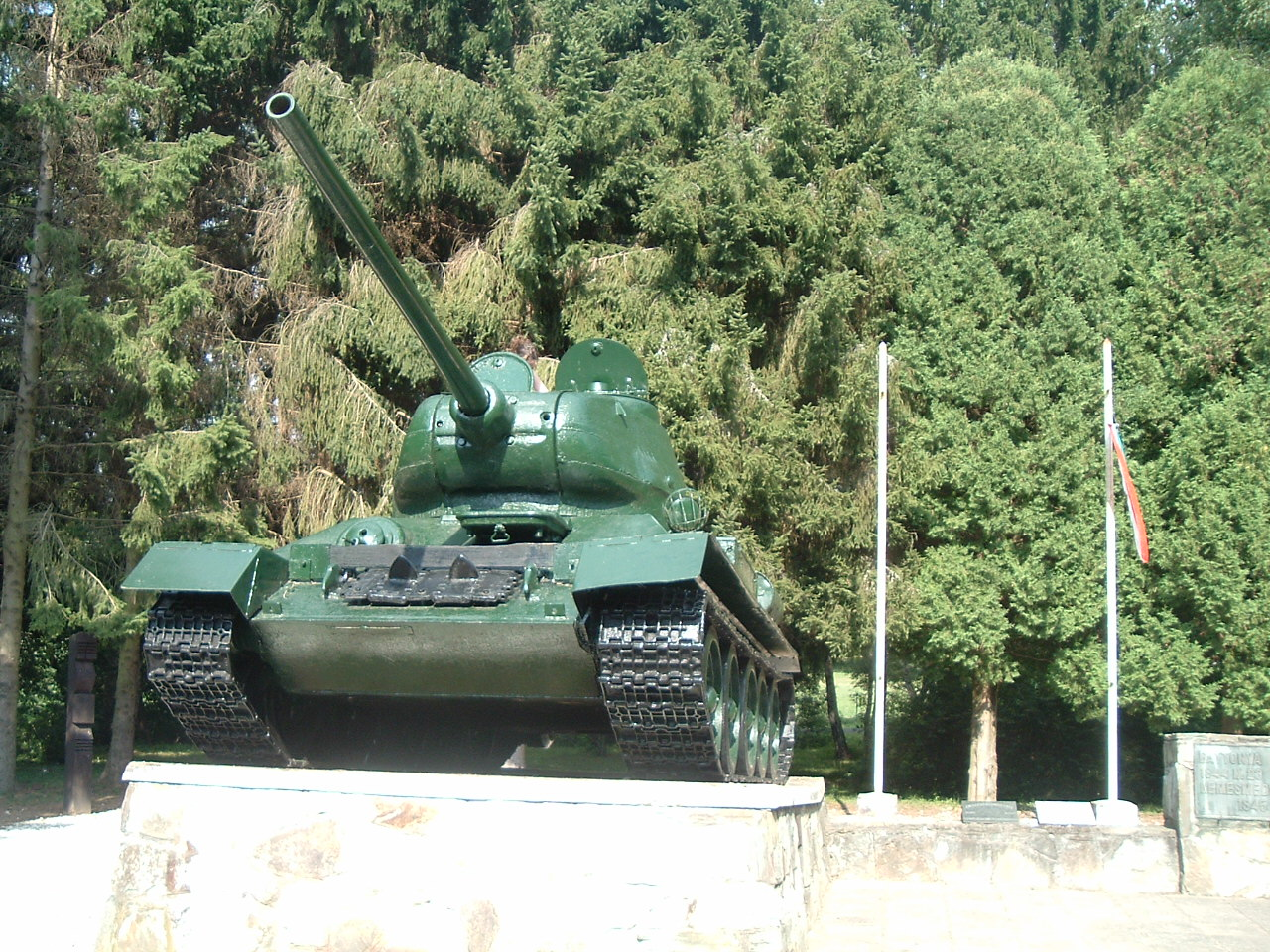
Felszabadulási emlékmű Nemesmedvesen

Az ország lakossága továbbra is megosztott abban, milyen elnevezést tart megfelelőnek. A Medián közvélemény-kutató egy 2005-ben készült felmérése szerint a korábbi MSZMP-tagok kétharmada és az összes megkérdezett egyharmada értett egyet a „felszabadulás” minősítéssel. A megkérdezettek másik harmada a „megszállás” kifejezést tartotta helyesnek, míg további egyharmad szerint sem a felszabadulás, sem a megszállás nem megfelelő.
Az ezzel kapcsolatos, évek óta folyó viták során felmerült a „megszabadulás” kifejezés használata is, amely utalna a korábbi diktatúrától való megszabadulásra, ám nem sugallná azt, hogy ezután valódi szabadság következett az ország számára.
Mindazonáltal Magyarország lakosságának egyik része valódi felszabadulásként élte meg a szovjet hadsereg érkezését, gondoljunk akár a túlélő zsidóságra és cigányságra, akár a társadalom legalsó, a háborús ínségnek és pusztításnak leginkább kiszolgáltatott rétegeire. A lakosság egy másik részének viszont a szovjet hadsereg érkezése valódi rabságot jelentett a málenkij robot formájában.

## A dátum kérdése
1945. április 4. Magyarország német csapatoktól való megtisztításának a Sztálin által kitűzött időpontja volt, a katonai terv szerint ennek Nemesmedvesnél kellett volna megtörténnie. A történelmi adatok szerint azonban ezt a határidőt nem tudták tartani, mivel több ponton erősebb ellenállásba ütköztek a vártnál. A késés végül több mint egy hetes volt, az utolsó német egységek április 13-án hagyták el az országot Pinkamindszentnél. Ennek ellenére az eredeti katonai terv szerinti dátumra került az ünnepnap, és 1990-ig a magyar tankönyvekben is ez szerepelt. Kutatások szerint a magyarországi harcok utolsó halottja egy 17 éves lány volt 1945. április 12-én.